# Zamira Rachmanowa
Zamira Rachmanowa - (ros. Замира Алимрадовна Рахманова; ur. 28 grudnia 1985 w Kaspijsku) – rosyjska zapaśniczka, mistrzyni świata i Europy.
Reprezentantka Rosji w igrzyskach olimpijskich w Pekinie, gdzie zajęła 11. miejsce. Startuje w kategorii do 51 kg. Największym jej sukcesem jest złoty medal mistrzostw świata w 2011 roku w Stambule. Druga w Pucharze Świata w 2007.
Mistrzyni Rosji w 2007, 2008, 2010; a trzecia w 2009 i 2011 roku.